# El Progreso, Soyaló
El Progreso är en ort i Mexiko.   Den ligger i kommunen Soyaló och delstaten Chiapas, i den sydöstra delen av landet, 700 km öster om huvudstaden Mexico City. El Progreso ligger 1 152 meter över havet och antalet invånare är 111.
Terrängen runt El Progreso är lite bergig. Runt El Progreso är det ganska tätbefolkat, med 116 invånare per kvadratkilometer. Närmaste större samhälle är Bochil, 12,9 km norr om El Progreso. I omgivningarna runt El Progreso växer huvudsakligen savannskog.